# Колмаков, Алексей Георгиевич
Алексей Георгиевич Колмаков (род. 17 августа 1964) — российский учёный, специалист в области металлических и композиционных материалов, член-корреспондент РАН (2016).

## Биография
Родился 17 августа 1964 года.
В 1987 году — окончил МГТУ имени Баумана.
С 1990 года и по настоящее время работает в Институте металлургии и материаловедения имени А. А. Байкова РАН (ИМЕТ РАН), в настоящее время — заместитель директора института по научной работе.
В 2016 году — избран членом-корреспондентом РАН.

## Научная деятельность
Специалист в области металлических и композиционных материалов.
Автор более 750 научных работ, из них 9 монографий, 10 учебных пособий, 14 патентов и 250 статей в журналах
Научная деятельность лежит в сфере разработки новых конструкционных материалов со специальными свойствами, такие как композиты для специальной техники и конструкций медицинского назначения, конструкционные материалы с повышенной стойкостью к износу, исследованы перспективные металлические конструкционные материалы для ядерной энергетики, проведены исследования в области оптимизации обработки конструкционных сталей.
С 2014 года — ведет преподавательскую деятельность в должности профессора кафедры междисциплинарного материаловедения факультета науки о материалах МГУ, а также преподает в МГТУ имени Баумана.

## Награды
Имеет награды Национальной академии наук Беларуси и Российской академии наук.